# النجد (اب)

تعديل مصدري - تعديل

النجد محلة تابعة لقرية قطن، التابعة لعزلة الفجرة بمديرية النادرة إحدى مديريات محافظة إب في الجمهورية اليمنية، بلغ تعداد سكانها 50 حسب تعداد اليمن لعام 2004.